# Polizeipräsidium Mannheim

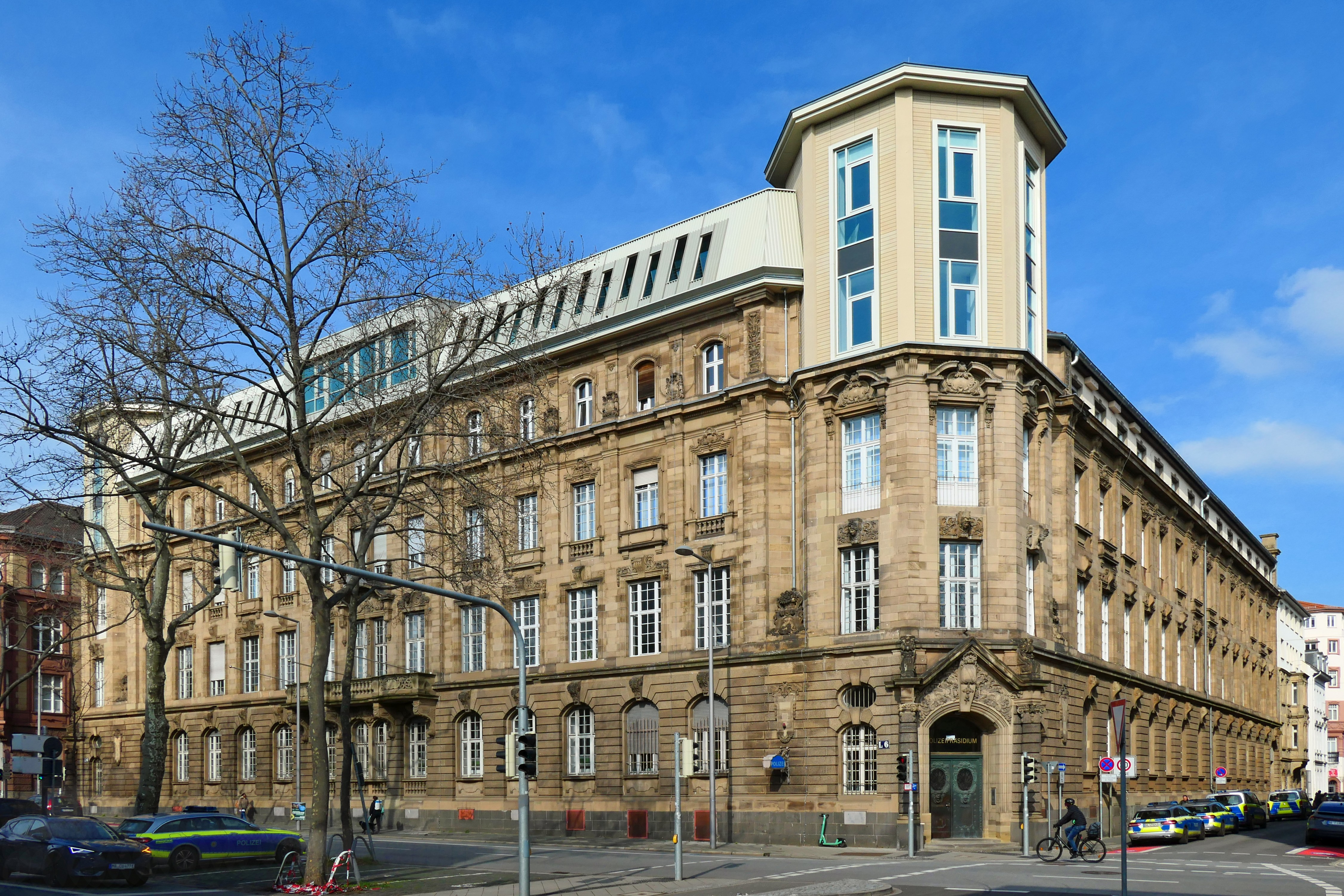
Polizeipräsidium Mannheim, Hauptdienstgebäude

Das Polizeipräsidium Mannheim mit Sitz in Mannheim ist das für die Stadtkreise Heidelberg und Mannheim sowie den Rhein-Neckar-Kreis zuständige regionale Polizeipräsidium der Polizei Baden-Württemberg. Die Dienststelle entstand im Rahmen der Polizeistrukturreform in Baden-Württemberg durch die Zusammenfassung der bisherigen Polizeidirektionen Heidelberg und des bisherigen Polizeipräsidiums Mannheim zu einem Polizeipräsidium am 1. Januar 2014.

## Organisation
Der Zuständigkeitsbereich umfasst eine Fläche von 1315 km² mit ca.  1.000.000 Einwohnern.
Das Polizeipräsidium Mannheim gliedert sich, wie alle regionalen Polizeipräsidien in Baden-Württemberg, in die Schutzpolizeidirektion, welcher die Verkehrspolizeiinspektion angegliedert ist und die Kriminalpolizeidirektion. Der Leitungsbereich besteht aus dem Polizeipräsidenten, den Stabsstellen Öffentlichkeitsarbeit, Strategisches Controlling und Qualitätsmanagement sowie dem Führungs- und Einsatzstab, dem Referat Kriminalprävention und der Verwaltung. Das Polizeipräsidium hat eine Personalstärke von 2700 Mitarbeitern.

### Schutzpolizeidirektion
Der Schutzpolizeidirektion am Standort des Polizeipräsidiums Mannheim sind 17 Polizeireviere (PRev) und den Revieren sind 27 Polizeiposten (Pp) nachgeordnet. Im Einzelnen sind dies:
- Polizeirevier Eberbach
- Polizeirevier Heidelberg-Mitte
- Polizeirevier Heidelberg-Nord
- Polizeirevier Heidelberg-Süd mit den drei Polizeiposten Eppelheim, Heidelberg-Emmertsgrund und Heidelberg-Wieblingen
- Polizeirevier Hockenheim mit dem Polizeiposten Neulußheim
- Polizeirevier Ladenburg mit den drei Polizeiposten Edingen-Neckarhausen, Heddesheim und Mannheim-Seckenheim
- Polizeirevier Mannheim-Innenstadt
- Polizeirevier Mannheim-Käfertal mit den zwei Polizeiposten Mannheim-Feudenheim und Mannheim-Vogelstang
- Polizeirevier Mannheim-Neckarau mit den zwei Polizeiposten Brühl und Mannheim-Rheinau
- Polizeirevier Mannheim-Neckarstadt
- Polizeirevier Mannheim-Oststadt mit den zwei Polizeiposten Mannheim-Neuostheim/Flugplatz und Mannheim-Schwetzingerstadt
- Polizeirevier Mannheim-Sandhofen mit den zwei Polizeiposten Mannheim-Schönau und Mannheim-Waldhof
- Polizeirevier Neckargemünd mit den zwei Polizeiposten Meckesheim und Schönau
- Polizeirevier Schwetzingen mit dem Polizeiposten Ketsch
- Polizeirevier Sinsheim mit den zwei Polizeiposten Angelbachtal und Waibstadt
- Polizeirevier Weinheim/Bergstraße mit den zwei Polizeiposten Hemsbach und Schriesheim
- Polizeirevier Wiesloch mit den fünf Polizeiposten Leimen, Mühlhausen (Kraichgau), Sandhausen, St. Leon-Rot und Walldorf

Weiterhin nachgeordnet sind die Führungsgruppe der Direktion, die Verkehrspolizeiinspektion, die Polizeihundeführerstaffel (Mannheim-Straßenheim und Walldorf), die Einheit Gewerbe und Umwelt, die BAO Südosteuropa und die Einsatzzüge (Heidelberg und Mannheim).

### Kriminalpolizeidirektion
Die Kriminalpolizeidirektion (KPDir) hat ihren Sitz in Heidelberg. Innerhalb der KPDir sind acht verrichtungsorientierte Kriminalinspektionen (K) und ein Kriminalkommissariate (KK) eingerichtet.
- Führungsgruppe
- Kriminalinspektion 1 – Kapitaldelikte, Sexualdelikte, Amtsdelikte
- Kriminalinspektion 2 – Raub, Eigentums- und jugendspezifische Kriminalität, Zentrale Integrierte Auswertung
- Kriminalinspektion 3 – Wirtschaftskriminalität, Korruption, Umweltdelikte
- Kriminalinspektion 4 – Organisierte Kriminalität und Rauschgiftkriminalität
- Kriminalinspektion 5 – Cybercrime und Digitale Spuren
- Kriminalinspektion 6 – Staatsschutz
- Kriminalinspektion 7 – Einsatz- und Ermittlungsunterstützung, Kriminaldauerdienst, Datenstation
- Kriminalinspektion 8 – Kriminaltechnik
- Kriminalkommissariat Mannheim

### Verkehrspolizeiinspektion
Die Verkehrspolizeiinspektion hat ihren Sitz in Mannheim. Ihr nachgeordnet sind:
- Führungsgruppe
- Verkehrsdienst Heidelberg
  - Verkehrsüberwachung
  - Verkehrsunfallaufnahme Ost
  - Videoüberwachung Video- und Messdienst
- Autobahnpolizeirevier Walldorf
  - Verkehrsdienst-Außenstelle Walldorf
  - Streifendienst Bundesautobahn
  - Verkehrspolizeiliche Ermittlungen
  - Bundesautobahnfahndung
- Verkehrsdienst Mannheim
  - Verkehrsunfallaufnahme West
  - Verkehrsüberwachung West
  - Verkehrsüberwachung  gewerblicher Güter- und Personenverkehr
- Autobahnpolizeirevier Mannheim-Seckenheim
  - Streifendienst Bundesautobahn
  - Verkehrsgruppe G

## Hauptdienstgebäude

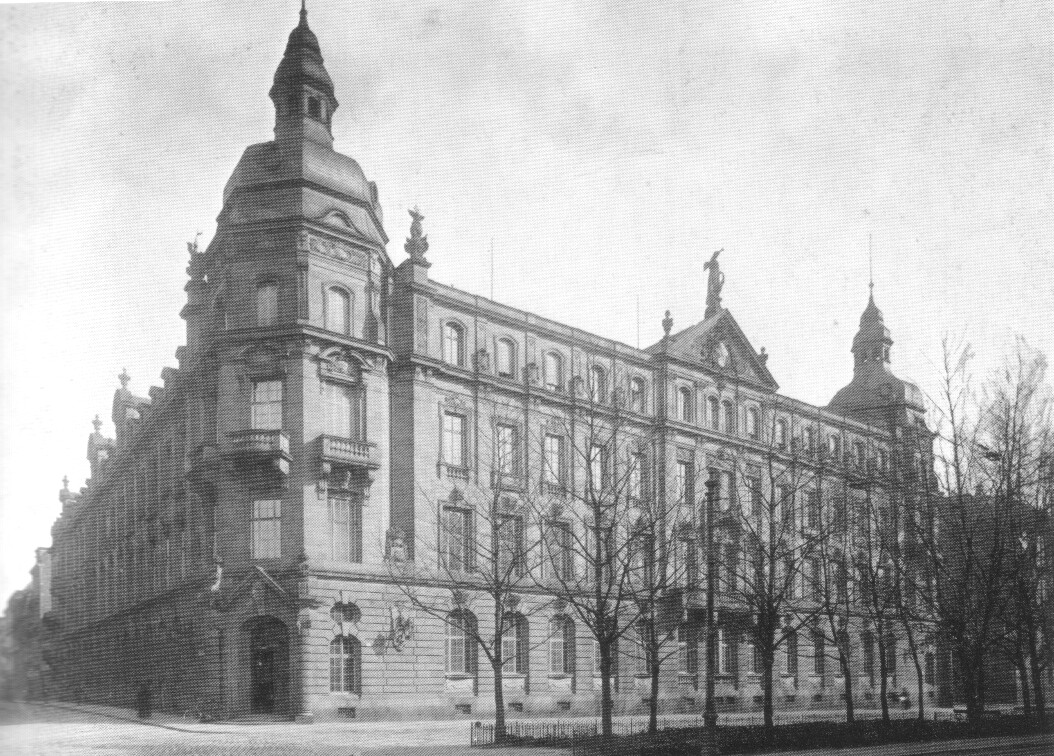
Das ehemalige Bezirksamt vor den Zerstörungen des Zweiten Weltkriegs

Das Hauptdienstgebäude des Polizeipräsidiums Mannheim, insbesondere mit Behördenleitung, Stab und Verwaltung sowie Kriminalkommissariat, befindet sich in der Mannheimer Innenstadt auf dem Quadrat L 6. Den wesentlichen Teil bildet der Bau des ehemaligen Badischen Bezirksamts Mannheim, das 1903 in Betrieb ging. Mit einem Neubau in den Jahren 2011/2012 wurde die noch bestehende Baulücke an der Rückseite des Quadrats einbezogen. 2019–2021 wurde die aus den 1950er Jahren stammende Aufstockung der Front zur Bismarckstraße entfernt und entsprechend den geänderten Erfordernissen erneuert.